# Roberta Gemma
Roberta Gemma, pseudonimo di Floriana Panella (Marino, 15 dicembre 1980), è un'attrice pornografica italiana.

## Biografia
Si è messa in luce nel 2003 dopo aver inviato delle foto artistiche scattate dal fidanzato Roberto Giulianelli (in seguito diventato marito e agente promotore sempre presente a suo fianco) al portale web Clarence  con lo pseudonimo di Flory. Lo scopo era quello di partecipare al concorso per il calendario distribuito dal mensile Max. I suoi scatti si diffondono presto nel web e Panella conquista numerosi ammiratori grazie al suo fisico che vanta una sesta di seno naturale. Subito dopo, vantando un discreto numero di fan, comincia a esibirsi in spettacoli di striptease inizialmente solo a Roma (in locali come Diva Futura, Viva Las Vegas e Blue Moon) e in seguito in tutta Italia. Diventa inoltre testimonial di linee telefoniche erotiche su Diva Futura e TV locali.
Il suo esordio nel mondo del porno avviene grazie alla casa di produzione "Cento x Cento" con i due film Vengooo...! e Lesbo Italia (entrambi al fianco di Roxana Ardi), specializzata nel settore porno semi-amatoriale. Il salto di qualità avviene nel 2006 quando viene contattata dalla casa produttrice "Sins Factory (Pink'O)" con cui esordisce col film The Order di Francesco Fanelli, per il quale viene premiata come miglior attrice esordiente all'Eroticline Awards 2006. È in questo periodo che decide di usare come pseudonimo il nome "Roberta Missoni"; tuttavia, in seguito al reclamo del noto marchio d'alta moda italiano Missoni S.p.A, è costretta ad abbandonare il cognome Missoni e a scegliere il nuovo nome d'arte "Roberta Gemma".
Nel 2007 viene scelta come protagonista del calendario abbinato alla rivista sportiva TS. Nel luglio 2008 partecipa come concorrente al programma Veline, condotto da Ezio Greggio. In seguito fa diverse altre apparizioni in TV come nel programma Le Iene, Soliti ignoti - Identità nascoste, Decameron, ed è ospite al Maurizio Costanzo Show e, alla fine dell'anno, appare in diverse scenette sexy del programma Artù.
Nel dicembre 2008 partecipa al sexy show SOS patata sul canale FX di Sky. Sempre nello stesso anno Roberta appare anche nel videoclip musicale La fine del mondo della band Marsh Mallows nel ruolo di lap dancer. Nel 2009 posa per un secondo calendario e a partire da allora fino al 2010 è testimonial del canale Dahlia TV sul digitale terrestre. Nel 2011 posa ancora per un ulteriore sexy calendario ed entra in contatto con il mercato americano girando alcune scene hard per la casa di produzione canadese Brazzers e Josh Stonexxx.
Dal 29 marzo al 1º aprile del 2012 è stata protagonista dello spettacolo teatrale Tana libera tutti in 3D, messo in scena dall'emittente radiofonica Centro Suono Sport al Teatro delle Emozioni di Roma. Nel 2012 inizia a produrre direttamente i suoi film: la sua prima opera è diretta dal regista statunitense Josh Stone e girata interamente a Miami. Il film, dal titolo Roberta Gemma a Miami, è stato proposto in anteprima il 30 settembre al Paradise di Roma.
Dal 13 ottobre 2012 è protagonista della mostra di antiquariato L'Erotismo nell'Arte del '900 a Roma nel Complesso Monumentale Santo Spirito in Sassia, con un busto scolpito da Domenico Annichiarico. Diretta da Antonio Zannone, appare nei videoclip This is not a Brothel e Zany Zoo del gruppo musicale stoner rock This Is Not a Brothel. Da luglio 2014 è protagonista della web serie Le Gemme di Gemma, prodotta dalla casa di produzione web The Bodies.
Nel 2017 viene scelta da Mario Salieri come protagonista del remake in chiave hard de La ciociara di Vittorio De Sica, ispirato al romanzo di Alberto Moravia, nel ruolo che fu di Sophia Loren. Il film scatena l'ira di Emiliano Ciotti, presidente dell'associazione vittime delle marocchinate, con la conseguenza di un'interrogazione parlamentare e di svariate lettere di sdegno indirizzate al presidente del Consiglio Paolo Gentiloni.

## Filmografia

### Filmografia pornografica
- Vengooo...! (2005) – produzione Cento x Cento
- Lesbo Italia (2005) – produzione Cento x Cento
- The Order (2006) – produzione Pink'O
- Dietro da impazzire n.7 (2006) – produzione Pink'O
- Desideri e passioni (2007) – produzione Pink'O
- Diario di una segretaria (2007) – produzione Pink'O
- Glamour Dolls - vol. 2 (2007, come Roberta Anal) – produzione Pink'O
- Luna's Angels (2007) – produzione Pink'O
- The Specialist (2007) – produzione Pink'O
- Teufels Fotzen 1 (2007) – produzione Goldlight
- Glamour Dolls - vol. 4 (2008, come Roberta Gemma) – produzione Pink'O
- Semplicemente Roberta (2008) – produzione Pink'O
- Sottomessa. Racconto di una segretaria (2008) – produzione Pink'O
- Il museo della carne (2009) – film hard con produzione FM video
- Piacere e Peccato (2009) – produzione Pink'O
- Quando non prendevano i soldi (2009) – produzione Cento x Cento
- Fort Knocks (2010) – produzione Legend Video
- Midnight Fuxpress (2011) – produzione Brazzers
- Mother Knows Best (2010) – produzione Legend Video
- Night Of The Living Whores (2010) – produzione Legend Video
- Nylon Nymphs (II) (2010) – produzione Legend Video
- Going Down? (2011) – produzione Brazzers
- Banging the Art Teacher (2011) – produzione Brazzers
- Hell's Holiday (Una vacanza all'inferno), regia di Mario Salieri (2011)[9][10]
- Television Casting, regia di Mario Salieri (2012)
- Roberta Gemma vs. Breanne Benson (2012) – produzione Club Gemma
- Dirty Lovers (2012) – produzione ATV Enternaiment
- Roberta Gemma a Miami (2012) – produzione Roberta Gemma / Josh Stone
- Movie Star (2012) – produzione ATV Enternaiment
- Big Tits in Uniform 9 (2013) – produzione Brazzers
- MILFs I Like (2013) – produzione Justin Slayer International
- Porno Lady (2013) – produzione Club Gemma
- Roberta Gemma Vs VideoGame (2013) – produzione Club Gemma
- Master Geisha (2014) – produzione Club Gemma
- The Young Butler Fucks the Lady (2014) – produzione Club Gemma
- Bella e possibile (2014) – produzione FM Video
- Insegnante segreta del dolce Piero (2014) – produzione FM Video
- Io, Me e... Roberta (2014) – produzione FM Video
- Roberta Gemma DP (2014) – produzione Club Gemma
- Sins and Perversion - Peccati e perversioni (2014) – produzione ATV
- Stone inc... Roberta (2014) – produzione Club Gemma
- The Massaggi (2014) – produzione Club Gemma
- Sorpresa per Roberta (2014) – produzione Club Gemma
- Golosamente Roberta (2015) – produzione FM Video
- Roberta Gemma vs Ryan Driller (2015) – Club Gemma
- Roberta Gemma vs Anissa Kate (2015) – Club Gemma
- Roberta Gemma vs Jovan Jordan (2015) – Club Gemma
- Roberta Gemma vs Flash Brown (2015) – Club Gemma
- Roberta Gemma - Dinner by Angelina Castro (2015) – Club Gemma
- Glamour Dolls (2016) – produzione ATV
- Hot and Horny Worldwide (2016) – produzione Josh Stone Prodution
- Miami MILFS 6 (2016) – produzione Josh Stone Prodution
- Roberta Gemma vs Jovan Jordan 2 (2016) – Club Gemma
- Roberta Gemma – Black casting con Jax Slayher (2016) – Club Gemma
- Roberta Gemma – Black casting con Asante Stone (2016) – Club Gemma
- Roberta Gemma vs Sensual Jane (2016) – Club Gemma
- Dr Gemma Sex Clinic (2016)
- Private show con Angel Wickey (2016) – Club Gemma
- La ciociara, regia di Mario Salieri (2017)
- Dolce Vita Anale (2017)
- Nuove Avventure di Roberta Gemma (2017) – produzione FM Video
- Roberta Gemma e l'uomo nero (2017)
- Roberta Gemma Trans love (2017) – Club Gemma
- Roberta Gemma vs Cherry Kiss (2017) – Club Gemma
- Sex and Dolce Vita (2017)
- Taurus 5, regia di Mario Salieri (2017)
- Vlad Dracula 1, regia di Mario Salieri (2017)
- Vlad Dracula 2, regia di Mario Salieri (2017)
- MILF Fidelity 5 (2018) – produzione Kelly Madison
- Sensualmente Porca (2018) – produzione Pink'o
- The Wife and the boss (2018) – produzione Kelly Madison
- Cena in 4 (2018) – Club Gemma
- Escort a Los Angeles (2018) – Club Gemma
- Roberta Gemma e Carolina Barabaschi (2018) – Club Gemma
- Carosello Napoletano 1, regia di Mario Salieri (2019)
- Carosello Napoletano 2, regia di Mario Salieri (2019)
- Desiderando Roberta (2019) – produzione di Mario Salieri
- Faccetta nera, regia di Mario Salieri (2019)
- Mamma e i miei amici - Vacanze a Procida, regia di Mario Salieri (2019)
- Mamma e la gelosia - Vacanze a Procida, regia di Mario Salieri (2019)
- Matrigna perfetta, regia di Mario Salieri (2019)
- Papa, io e il sesso, regia di Mario Salieri (2019)
- Roberta Gemma vs Megan Inky (2019) – Club Gemma
- Hard Pool Party (2019) – produzione Club Gemma
- Anal Return of Roberta Gemma (2020) – produzione xtime.tv
- Peccati di Roberta Gemma (2020) – produzione Pink'O
- Mamma Roma, regia di Mario Salieri (2020)
- Roberta Gemma's Anal Secrets (2020) – produzione xtime.tv
- Tentazioni (2020) – produzione Pink'O
- Salieri XXX – serial TV (2021)

1. Mamma Roma 1: Il matrimonio di Gaetano Ascione, regia di Mario Salieri (2021)
2. Mamma Roma 2: Il ricatto di Spartaco Mancini, regia di Mario Salieri (2021)
3. Mamma Roma 3: I fantasmi del passato, regia di Mario Salieri (2021)

- Inconsolabile Vedova, regia di Mario Salieri (2022)
- Ma tu vulive a'pizza, regia di Mario Salieri (2022)
- Natale in casa Varriale, regia di Mario Salieri (2023)
- La Veggente di Casavatore, regia di Mario Salieri (2024)

### Filmografia tradizionale
- Arrivano i mostri, regia di Vito Cea (2008)
- House of Flesh Mannequins, regia di Domiziano Cristopharo (2008)
- Ex, regia di Fausto Brizzi (2009) – cameo
- A Natale con chi vuoi, regia di Vito Cea (2009)
- Bloody Sin, regia di Domiziano Cristopharo (2010)
- Hyde's Secret Nightmare, regia di Domiziano Cristopharo (2011)
- The Transparent Woman, regia di Domiziano Cristopharo (2015)
- A Taste of Phobia, regia di Andrea Cavaletto (2017)

## Videoclip
- La fine del mondo - Marsh Mallows (2008)
- This is not a Brothel[11], regia Antonio Zannone (2013)
- Zany Zoo[12]
- Badman - Eva Rea (2015)

## Web serie
- Le Gemme di Gemma[13] - La Web Serie (2014)

## Riconoscimenti

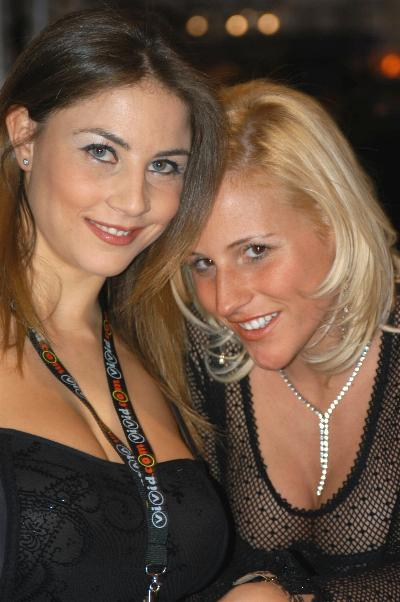
Roberta Gemma e la collega Michelle Ferrari all'AVN Adult Entertainment Expo di Las Vegas (2007)

- 2006 Eroticline Award: Miglior esordiente internazionale
- 2007 Eroticline Award: Miglior attrice affermata (Premi speciali della giuria)
- 2008 Eroticline Award: Miglior Cross Over Star internazionale
- 2008 Miss Maglietta bagnata
- 2009 SEXpo in the CITY Milano
- 2010 Eroticline Award: Miglior Attrice
- 2011 Eroticline Award: Best International Female
- 2011 Gala perla del Tirreno: Migliore Sexy Star
- 2012 Bergamo SEX: GOLD 2012
- 2012 Eroticline Award: Miglior Cross Over Star internazionale[14]